# Chinette
Chinette ist eine Handelsbezeichnung für einen Halbkrepp aus Naturseide oder Chemiefaser-Filamenten.
Im Gegensatz zum Crêpe de Chine liegt das scharf gedrehte Kreppgarn nicht im Schuss, sondern nur in der Kette.